# Typhlocolenis furunoi
Typhlocolenis furunoi is een keversoort uit de familie van de truffelkevers (Leiodidae). De wetenschappelijke naam van de soort werd in 2008 gepubliceerd door Hoshina.